# Relaciones Cuba-Israel
Las relaciones Cuba-Israel se refiere a las relaciones bilaterales entre Cuba e Israel. Ambas naciones no han tenido relaciones diplomáticas oficiales desde 1973. Israel mantiene una Sección de Interés en la embajada canadiense en La Habana.

## Historia

### Relaciones tempranas

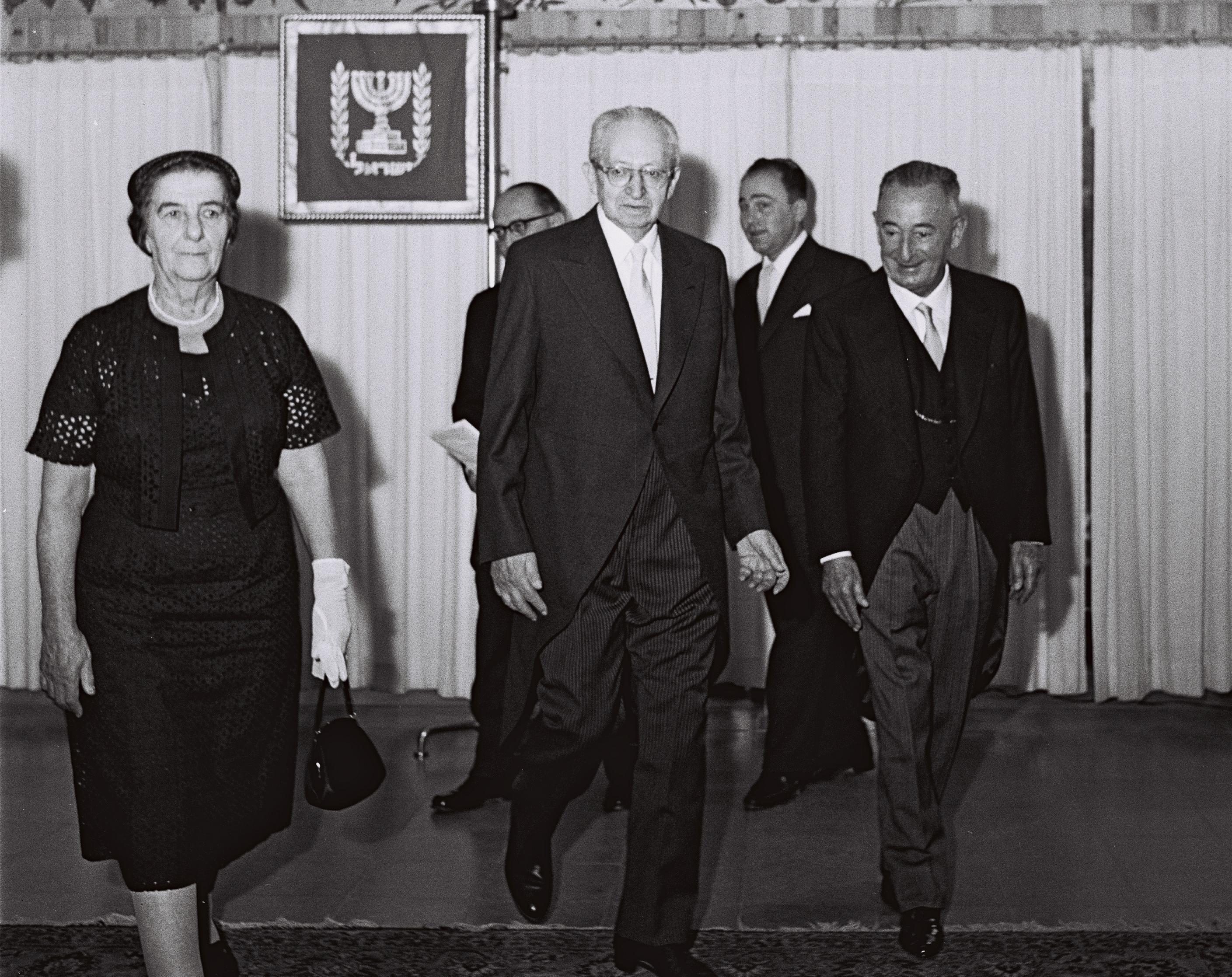
El embajador cubano Ricardo Wolf con el presidente israelí Yitzhak Ben Zvi y la ministra de Relaciones Exteriores Golda Meir en Jerusalén en 1960.

Desde el establecimiento de Israel, las relaciones entre Cuba e Israel han sido turbulentas. En 1919, Cuba apoyó la idea de independencia del pueblo judío y condenó la exterminación de judíos por los nazis en 1942. El 29 de noviembre de 1947, Cuba fue el único país en las Américas en votar en contra del Plan de Partición de las Naciones Unidas para Palestina, que llevó a la fundación de Israel. A pesar de la votación, Cuba reconoció a Israel y ambas naciones establecieron relaciones diplomáticas en 1949. En 1952, Israel abrió un consulado honorario en La Habana y elevó el consulado a una legación diplomática en 1954. Cuba abrió una oficina diplomática en Israel en 1957.
En enero de 1959, Fidel Castro llegó al poder en Cuba. En 1961, el presidente Castro nombró a Ricardo Wolf como embajador en Israel. Durante la década de 1960, el presidente Castro comenzó a desarrollar estrechas alianzas con las naciones árabes. Después de la guerra de los Seis Días en junio de 1967, Cuba y Rumania fueron los únicos países comunistas que no rompieron los lazos diplomáticos con Israel.
En septiembre de 1973, durante una cumbre del Movimiento de los Países No Alineados, celebrada en Argelia, Cuba anunció durante la cumbre que romperían las relaciones diplomáticas con Israel. En octubre de 1973, Cuba ayudó a Egipto y a  Siria en la guerra de Yom Kippur contra Israel enviando tropas y equipo a Siria. Después de la guerra, las relaciones entre Cuba e Israel eran inexistentes. Israel, como aliado de los Estados Unidos, fue la única nación que desde 1992 votó por el embargo de Estados Unidos contra Cuba.

### Post 1991
En diciembre de 1991, se produjo la disolución de la Unión Soviética que afectó gravemente al régimen cubano económicamente. La política exterior de Cuba cambió dramáticamente con la nación que ya no enviaba ayuda militar y tropas a otras naciones. En 1992, las compañías israelíes comenzaron a operar en Cuba encabezadas por el exministro israelí Raffi Eitan. Los turistas israelíes también comenzaron a visitar la nación de la isla.
En 1994, durante la inauguración de Nelson Mandela como presidente de Sudáfrica, el presidente Castro se reunió con el primer ministro israelí Ezer Weizman. Entre 1995 y 1999, Castro permitió a 400 judíos cubanos emigrar a Israel con la ayuda del gobierno canadiense conocido como «Operación Cigar». En 1996, durante el funeral del expresidente francés François Mitterrand, el presidente Castro se reunió y habló con el ministro israelí Shimon Peres. En 2000, el presidente Castro y el primer ministro Ehud Barak se reunieron en la Cumbre del Milenio en Nueva York.
En septiembre de 2010, mientras hablaba con el periodista estadounidense Jefferson Goldberg, Fidel Castro anunció que creía que Israel tenía derecho a existir como Estado judío y denunció a los negadores del holocausto.  Castro también expresó preocupación con respecto a la ambición nuclear de Irán. Después de las declaraciones de Castro, el primer ministro Benjamin Netanyahu elogió a Castro por sus declaraciones. Se ha hablado de restablecer las relaciones diplomáticas entre ambas naciones, sin embargo, no se han dado pasos importantes.